# Urolophus gigas
Urolophus gigas е вид хрущялна риба от семейство Urolophidae.

## Разпространение
Видът е разпространен в Австралия (Виктория, Западна Австралия, Тасмания и Южна Австралия).